# Young Lust
Pistes de The Wall
Empty Spaces One of My Turns
Young Lust est une chanson du groupe de rock progressif britannique Pink Floyd qui apparaît sur l'album The Wall sorti en 1979. Il s'agit de la première chanson de l'album écrite conjointement par Roger Waters et David Gilmour. Les paroles ont été écrites par Waters et la musique a été composée par Gilmour et lui.

## Composition
Sur la démo originale de l'album, la chanson, en sol majeur (G) et en quatre temps (4/4), était originellement instrumentale, mais cela a changé durant la production de la chanson, d'une durée de 3 minutes et demie. David Gilmour chante et Roger Waters fait les chœurs durant le refrain, doublant le chant de Gilmour mais une octave plus haut. La chanson marque l'une des rares incursions de Pink Floyd dans le hard rock, mais avec un tempo lent de rock progressif.
Young Lust suit Empty Spaces sur l'album. Pour cette raison, à la radio, on jouait les deux chansons ensemble.
La ligne de guitare utilisée à la fin de la deuxième strophe a été utilisée plus tard après le dernier solo de guitare de Learning to Fly durant les tournées Delicate Sound of Thunder et Pulse. 

## Version du film
Dans le film The Wall, Young Lust enchaîne après une séquence vidéo où l'on voit des individus cassant une vitrine afin de piller le magasin. Ils se font arrêter, et deux grand-mères en profitent pour piller à leur tour, impunément...
La séquence démarre alors qu'une bouteille de Champagne est débouchée. La musique commence en même temps que ce bruit de bouchon et on découvre une fête. Puis on voit quatre jeunes filles pénétrant dans un garage ; elles séduisent les gardiens et s'ensuit une scène où elles dansent seins nus avec eux. Puis elles sortent et accèdent à la fête du début de la séquence ; on comprend dès lors que tout ceci n'était que pour accéder à cette soirée. Puis l'une des filles voit alors Pink, et veut lui demander un autographe, mais il fait mine de refuser, et elle le suit jusque son appartement, où se déroulera la séquence de One of My Turns.

## Analyse des paroles
Comme les autres chansons de The Wall, Young Lust raconte une partie de la vie de Pink, le personnage principal de l'album. Ce dernier est devenu une rock star, toujours en tournée. Il commence donc à inviter des groupies dans sa chambre entre les concerts, n'ayant pas vu sa femme depuis des mois. La fin de la chanson est un dialogue entre Pink et une opératrice téléphonique ; c'est à ce moment-là qu'il réalise que sa femme avait un amant depuis un moment, et son désordre mental s'accélère. Le dialogue avec l'opératrice est le résultat d'une mise en scène préparée par le coproducteur James Guthrie et un ami en Angleterre durant l'enregistrement de l'album, à Los Angeles. Il pensait que l'opératrice devait vraiment avoir l'impression qu'il venait de prendre sa femme en flagrant délit d'adultère, et ne lui dit donc pas qu'elle était enregistrée. Les deux premières opératrices semblent être passées à côté de cela ; c'est la troisième que l'on entend sur l'album.
Young Lust constitue un pastiche de la vie des jeunes Britanniques dans les années 1960. Roger Waters, l'auteur de la chanson, explique : « Cette chanson prend la forme d'un pastiche. Ça me rappelle beaucoup une chanson que nous avons enregistrée il y a des années, et qui s'appelait The Nile Song. Dave [Gilmour] chante ça de façon très similaire et je trouve géniale la façon dont il chante Young Lust. J'adore les parties vocales, mais c'est destiné à être une parodie de la vie de n'importe quel groupe de rock sur la route. Quand j'ai écrit cette chanson, les paroles étaient totalement différentes. À l'origine, c'était à propos de faire l'école buissonnière, errer en ville, attendre devant des cinémas pornos et des sex shops, et des trucs dans ce style. Être intéressé par le sexe sans être capable de rien sur ce plan à cause de la peur. Cette chanson existe quelque part sur une démo, mais maintenant, elle est complètement différente sur le disque. C'est le résultat du travail que nous avons fait ensemble, en particulier avec David Gilmour et Bob Ezrin, qui ont coproduit The Wall avec moi. Dave n'aimait pas la structure des accords de la chanson que j'avais écrite à la base, alors on l'a changé si bien qu'ensuite, il n'a jamais semblé qu'elle ne pourrait convenir nulle part ».

## Dialogue téléphonique
À la fin de la chanson se trouve un bref dialogue entre Pink et une opératrice au téléphone. Pink lance un appel en P.C.V. à sa femme et c'est l'amant de sa femme qui répond. C'est à ce moment-là que Pink comprend qu'elle le trompe. Le dialogue de la fin de la chanson a été fait à Los Angeles. Roger Waters appelait ses amis et il a eu l'idée d'enregistrer l'opératrice qui parlait, alors qu'elle travaillait normalement, ne se doutant pas du tout de la vraie raison de l'appel. Roger Waters en a parlé dans une interview : « À la fin de Young Lust, il y a ce coup de téléphone. Il y a un énorme bond, conceptuellement, de Young Lust à quelqu'un qui appelle chez lui, alors qu'il est en tournée aux États-Unis. J'adore cette opératrice, je trouve qu'elle est magnifique. Elle ne savait pas du tout ce qui se passait. Bon, ça a été un peu préparé, mais la façon qu'elle a de décrocher et dire "Est-ce que quelqu'un est censé se trouver avec votre femme ?" est stupéfiante. Elle est vraiment entrée dans le truc très vite ».

## Personnel
- David Gilmour : chant, guitares, basse
- Nick Mason : batterie
- Roger Waters : chœurs
- Richard Wright : orgue, piano électrique
- Bob Ezrin : guitare